# Catasticta affinis
Catasticta affinis är en fjärilsart som beskrevs av Johannes Karl Max Röber 1909. Catasticta affinis ingår i släktet Catasticta och familjen vitfjärilar.
Artens utbredningsområde är Colombia. Inga underarter finns listade i Catalogue of Life.